# 우즈베키스탄 축구 협회
우즈베키스탄 축구 협회(우즈베크어: Oʻzbekiston futbol assotsiatsiyasi, 러시아어: Футбольная ассоциация Узбекистана, 영어: Uzbekistan Football Association; UFA)는 우즈베키스탄의 축구 협회이다.

## 역사
우즈베키스탄 축구 연맹은 1946년에 설립되었으며, 우즈베키스탄은 소련의 지배하에 있었고, 1994년부터 FIFA와 AFC의 회원국이었다.
2013년 1월 7일 스위스 취리히에서 열린 시상식에서 우즈베키스탄 축구 연맹은 FIFA로부터 FIFA 페어플레이상을 수상하였다. 우즈베키스탄 축구 연맹은 2012년 AFC 중 "페어플레이"에 대한 포인트에서도 1위를 차지하였다.
우즈베키스탄 여자 축구 선수권 대회는 우즈베키스탄 슈퍼리그, 우즈베키스탄 2부 리그, 우즈베키스탄 2부 리그, 우즈베키스탄 컵, 우즈베키스탄 여자 축구 선수권 대회를 주관한다.
2017년 축구 협회로 명칭을 변경했다.

## 같이 보기
- 아시아 축구 연맹
- 중앙아시아 축구 연맹
- 우즈베키스탄 축구 국가대표팀
- 우즈베키스탄 여자 축구 국가대표팀
- 우즈베키스탄 리그